# Sunday Dech
Sunday Dech (Gambela, 1º gennaio 1994) è un cestista sudsudanese con cittadinanza australiana.